# Astronomisches Observatorium Andruschiwka

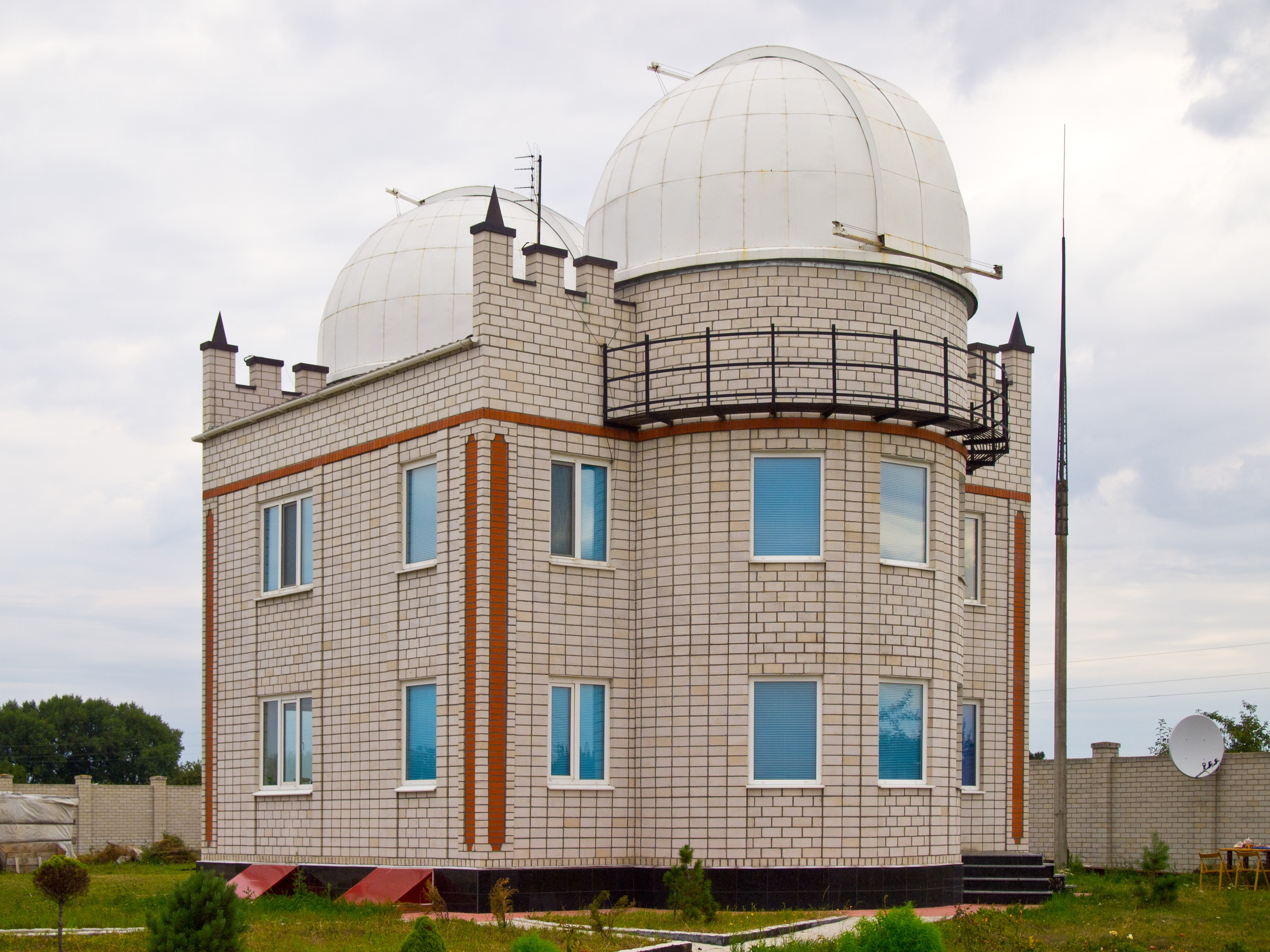
Das Observatorium Andruschiwka (2012)

Das Astronomische Observatorium Andruschiwka „Juli-Morgen“ (ukrainisch Андрушівська астрономічна обсерваторія «Липневий ранок», IAU-Code A50) befindet sich auf 240 m Höhe in Haltschyn bei Andruschiwka in der ukrainischen Oblast Schytomyr.
Das Observatorium wurde zwischen 1998 und 2001 erbaut, die Eröffnung fand am 12. April 2001 statt. Geleitet wird die private Sternwarte von Jurij Iwaschtschenko (Юрій Миколайович Іващенко, * 1961). Sie ist Mitglied der Astronomischen Vereinigung der Ukraine.

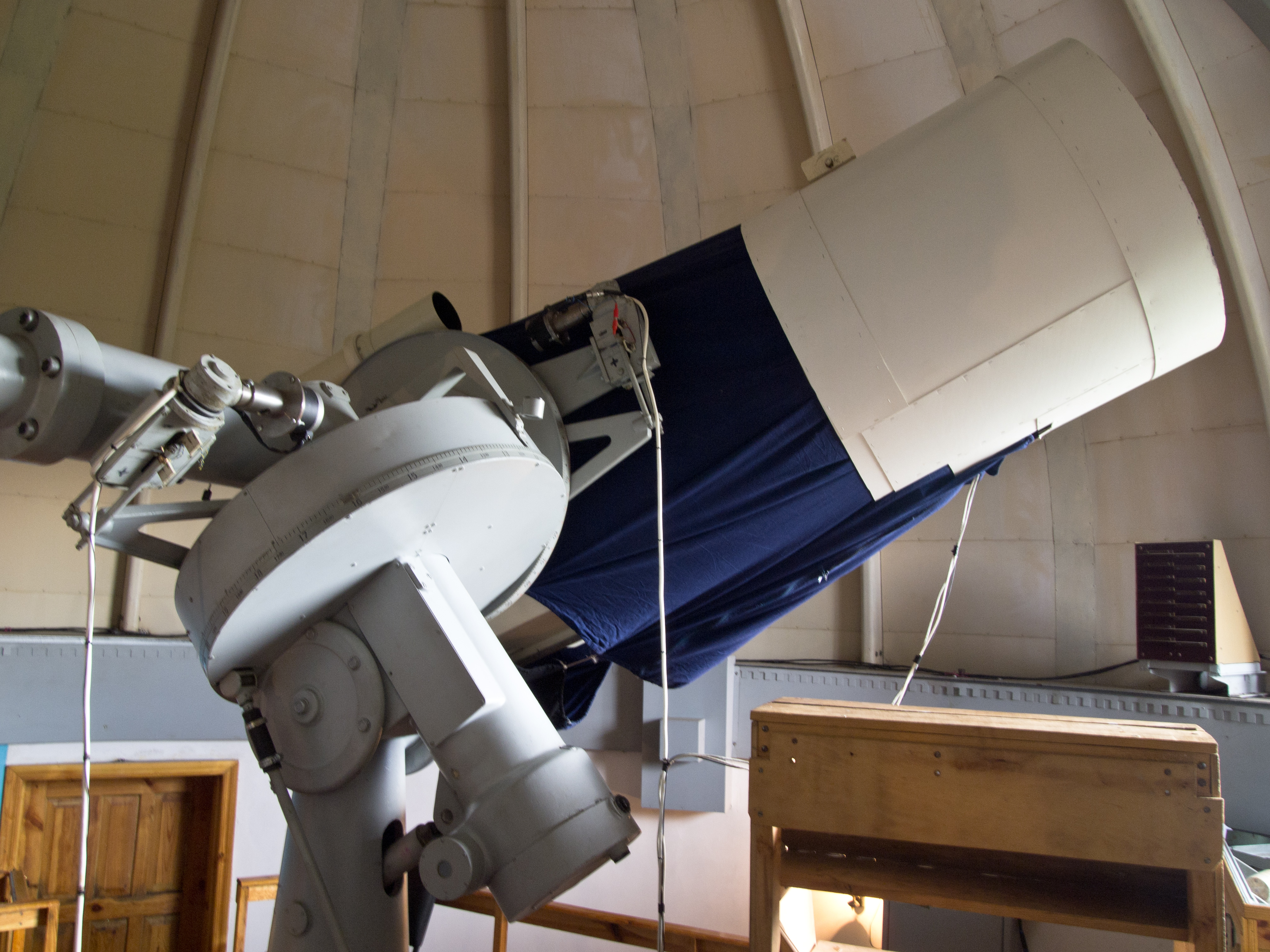
Zeiss-600-Teleskop der Sternwarte

## Ausstattung

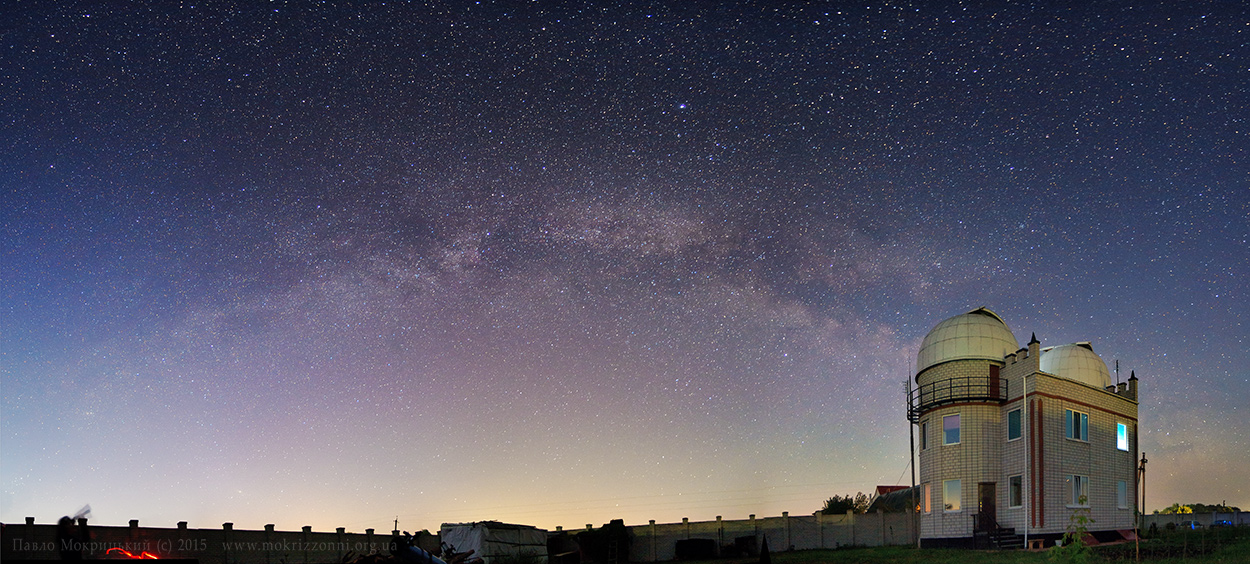
Das Observatorium bei Nacht (2015)

Das Observatorium besitzt ein Zeiss-600 60-cm-Cassegrain-Teleskop(D/f = 60/750 cm). Der Spiegel wurde am Observatorium in Odessa und ein optischer Reduktionskorrektor im Arsenal-Werk in Kiew nach Zeichnungen des Hauptobservatoriums der Nationalen Akademie der Wissenschaften der Ukraine hergestellt.
Das Observatorium nutzt u. a. das Vilnius (UPXYZVS)-photometrische System (Filtergröße 35 × 35 × 15 mm) zur Bestimmung der scheinbaren Helligkeit von Galaxien wie z. B. NGC 4624. Basierend auf den Standard-Bandpässen wurde ein eigenes Set aus Bandpassfiltern gefertigt und für die Methode evaluiert.

## Forschung
Im Mai und Juni 2004 wurden hier Untersuchungen des Kometenspektrums im sichtbaren Wellenlängenbereich vorgenommen. Am 14. Mai wurden dabei die Emissionslinien von C2, C3, CN, CH, NH2 und H2O+ entdeckt und ihre Intensitäten bestimmt.
Die Hauptrichtung der Forschung im Observatorium ist die Entdeckung von Asteroiden. Bis Juni 2018 wurden durch die Sternwarte über 120 Asteroiden entdeckt, darunter:
| (117240) Zhytomyr         | (133293) Andrushivka | (152217) 2005 RR22        | (155116) Verkhivnya     | (159011) Radomyshl     |
| (159181) Berdychiv        | (161962) Galchyn     | (175636) Zvyagel          | (177982) Popilnia       | (181249) Tkachenko     |
| (185250) Korostyshiv      | (190026) Iskorosten  | (199986) Chervone         | (202778) Dmytria        | (207585) Lubar         |
| (207695) Olgakopyl        | (207899) Grinmalia   | (212465) Goroshky         | (212723) Klitschko      | (214487) Baranivka     |
| (216451) Irsha            | (216910) Vnukov      | (217420) Olevsk           | (220418) Golovyno       | (221073) Ovruch        |
| (227326) Narodychi        | (239307) Kruchynenko | (240381) Emilchyne        | (241192) Pulyny         | (241538) Chudniv       |
| (243204) Kubanchoria      | (245890) Krynychenka | (246132) Lugyny           | (246164) Zdvyzhensk     | (251001) Sluch         |
| (251018) Liubirena        | (251449) Olexakorol' | (253536) Tymchenko        | (261291) Fucecchio      | (262418) Samofalov     |
| (269245) Catastini        | (269251) Kolomna     | (269252) Bogdanstupka     | (274300) UNESCO         | (274301) Wikipedia     |
| (274333) Voznyukigor      | (274334) Kyivplaniy  | (274843) Mykhailopetrenko | (278386) Sofivanna      | (278609) Avrudenko     |
| (278645) Kontsevych       | (281459) Kyrylenko   | (290127) Linakostenko     | (291855) Calabròcorrado | (291923) Kuzmaskryabin |
| (293707) Govoradloanatoly | (296987) Piotrflin   | (300932) Kyslyuk          | (302932) Francoballoni  | (315276) Yurigradovsky |
| (316084) Mykolapokropyvny | (318794) Uglia       | (325368) Ihorhuk          | (332084) Vasyakulbeda   | (348239) Societadante  |
| (399673) Kadenyuk         |                      |                           |                         |                        |